# Yssingeaux (quận)
Quận Yssingeaux là một quận của Pháp, nằm ở tỉnh Haute-Loire, trong vùng Auvergne. Quận này có 9 tổng và 44 xã.

## Các đơn vị hành chính

### Các tổng
Các tổng của quận Yssingeaux là: 
1. Aurec-sur-Loire
2. Bas-en-Basset
3. Monistrol-sur-Loire
4. Montfaucon-en-Velay
5. Retournac
6. Saint-Didier-en-Velay
7. Sainte-Sigolène
8. Tence
9. Yssingeaux

### Các xã
Các xã của quận Yssingeaux, và mã INSEE là: 
| 1. Araules (43007)                  | 2. Aurec-sur-Loire (43012)           | 3. Bas-en-Basset (43020)             | 4. Beaux (43024)                  |
| 5. Beauzac (43025)                  | 6. Bessamorel (43028)                | 7. Boisset (43034)                   | 8. Chenereilles (43069)           |
| 9. Dunières (43087)                 | 10. Grazac (43102)                   | 11. La Chapelle-d'Aurec (43058)      | 12. La Séauve-sur-Semène (43236)  |
| 13. Lapte (43114)                   | 14. Le Chambon-sur-Lignon (43051)    | 15. Le Mas-de-Tence (43129)          | 16. Les Villettes (43265)         |
| 17. Malvalette (43127)              | 18. Mazet-Saint-Voy (43130)          | 19. Monistrol-sur-Loire (43137)      | 20. Montfaucon-en-Velay (43141)   |
| 21. Montregard (43142)              | 22. Pont-Salomon (43153)             | 23. Raucoules (43159)                | 24. Retournac (43162)             |
| 25. Riotord (43163)                 | 26. Saint-André-de-Chalencon (43166) | 27. Saint-Bonnet-le-Froid (43172)    | 28. Saint-Didier-en-Velay (43177) |
| 29. Saint-Ferréol-d'Auroure (43184) | 30. Saint-Jeures (43199)             | 31. Saint-Julien-Molhesabate (43204) | 32. Saint-Julien-du-Pinet (43203) |
| 33. Saint-Just-Malmont (43205)      | 34. Saint-Maurice-de-Lignon (43211)  | 35. Saint-Pal-de-Chalencon (43212)   | 36. Saint-Pal-de-Mons (43213)     |
| 37. Saint-Romain-Lachalm (43223)    | 38. Saint-Victor-Malescours (43227)  | 39. Sainte-Sigolène (43224)          | 40. Solignac-sous-Roche (43240)   |
| 41. Tence (43244)                   | 42. Tiranges (43246)                 | 43. Valprivas (43249)                | 44. Yssingeaux (43268)            |